# Edvard Gibon
Edvard Gibon (engl. Edward Gibbon) Patni, kod Londona, 27. april 1737 — London, 16. januar 1794) je britanski istoričar i pisac.
Edvard Gibon je bio naklonjen umjetničkom doživljavanju istorije. Bio je sjajan stilist i veoma je utjecao na razvoj vizantologije. Njegovo znamenito djelo je Opadanje i propast Rimskog carstva, objavljeno u 6 svezaka u periodu 1776 — 1788. U njemu izlaže da je hrišćanstvo bilo osnovni uzrok propasti Rimskog carstva. Zbog toga je bio kritikovan. E. Gibbon je često putovao. Inspiraciju za svoje djelo dobio je nakon posjete Rimu 1764. Njegova knjiga još uvijek predstavlja remek-djelo istoriografije.

## Život i djelo
Rodio se u imućnoj porodici, bio je slabog zdravlja i već u sedmoj godini je izgubio majku. Godine 1752. otišao je da studira na Oksford, gdje je neverovatno mnogo pročitao i pod uticajem francuskih jezuita i bosueta pristupio 1753. na katolicizam. To je prouzrokovalo skandal morao je da napusti Oksford i otac ga je poslao u Švajcarsku u Lozanu kod kalvinističkog sveštenika koji ga je nagovorio na povratak ka protestantismu. U stvari sa hrišćenstvom je sasvim raskrstio i spadao je u njegove velike kritičare. U Švajcarskoj je opet mnogo čitao i to uglavnom francuske i latinske autore i susreo se sa francuskim racionalizmom. Vraća se u Englesku.
Posvetio se starovekovnom Rimskom carstvu. 1776. godine je izašao prvi deo "Propadanja i pada Rimske imperije" koji je izazvao polemike i senzaciju. Do 1778. godine je izašlo 6 svezaka knjige i postao je slavan. Neko vreme je živeo ponovo u Švajcarskoj i posle povratka u Englesku umire.

## Gibonove monografije
- Essai sur l'Étude de la Littérature. London: Becket & De Hondt. 1761. .
- Critical Observations on the Sixth Book of [Vergil's] 'The Aeneid'. London: Elmsley. 1770. .
- The History of the Decline and Fall of the Roman Empire  (vol. I, 1776; vols. II, III, 1781; vols. IV, V, VI, 1788–1789). all London: Strahan & Cadell.
- A Vindication of some passages in the fifteenth and sixteenth chapters of the History of the Decline and Fall of the Roman Empire. London: J. Dodsley. 1779. .
- Mémoire Justificatif pour servir de Réponse à l'Exposé, etc. de la Cour de France. London: Harrison & Brooke. 1779. .

## Drugi Gibonovi radovi
- "Lettre sur le gouvernement de Berne" [Letter No. IX. Mr. Gibbon to *** on the Government of Berne], in Miscellaneous Works, First (1796) edition, vol. 1 (below). (Norman, D.M. Low: 1758–59; Pocock: 1763–64).
- Mémoires Littéraires de la Grande-Bretagne. co-author: Georges Deyverdun (2 vols.: vol. 1, London: Becket & De Hondt, 1767; vol. 2, London: Heydinger, 1768).
- Miscellaneous Works of Edward Gibbon, Esq., ed. John Lord Sheffield (2 vols., London: Cadell & Davies, 1796; 5 vols., London: J. Murray, 1814; 3 vols., London: J. Murray, 1815). Includes Memoirs of the Life and Writings of Edward Gibbon, Esq..
- [https://archive.org/stream/autobiographiesp05gibbuoft#page/n7/mode/2upAutobiographies+of+Edward+Gibbon.+London:+J.+Murray.+1896. , ed. John Murray .
- The Private Letters of Edward Gibbon. London: J. Murray. 1896., 2 vols., ed. Rowland E. Prothero .
- The works of Edward Gibbon, Volume 3 1906.
- Gibbon's Journal to 28 January 1763. London: Chatto and Windus. 1929., ed. D.M. Low .
- Le Journal de Gibbon à Lausanne, ed. Georges A. Bonnard (Lausanne: Librairie de l'Université, 1945).
- Miscellanea Gibboniana, eds. G.R. de Beer, L. Junod, G.A. Bonnard (Lausanne: Librairie de l'Université, 1952).
- The Letters of Edward Gibbon. London: Cassell & Co. 1956., 3 vols., ed. J.E. Norton . vol. 1: 1750–1773; vol. 2: 1774–1784; vol. 3: 1784–1794. cited as 'Norton, Letters'.
- Gibbon's Journey from Geneva to Rome. London: Thomas Nelson and Sons. 1961., ed. G.A. Bonnard . journal.
- Edward Gibbon: Memoirs of My Life, ed. G.A. Bonnard (New York: Funk & Wagnalls, 1969; 1966).
- The English Essays of Edward Gibbon. Oxford: Clarendon Press. 1972. ISBN 0-19-812496-1., ed. Patricia Craddock ; hb: .

## Literatura
- Beer, G. R. de. "The Malady of Edward Gibbon, F.R.S." Notes and Records of the Royal Society of London 7:1 (December 1949), 71–80.
- Craddock, Patricia B (1989). Edward Gibbon, Luminous Historian 1772–1794. Baltimore: Johns Hopkins University Press. ISBN 0-8018-3720-0., 1989. HB: . Biography.
- Dickinson, H.T . "The Politics of Edward Gibbon". Literature and History 8:4 (1978), 175–196.
- Goodall, John (2008), Portchester Castle, London: English Heritage, ISBN 978-1-84802-007-8
- Low, D. M., Edward Gibbon. 1737–1794. London: Chatto & Windus. 1937. .
- Murray, John (ed.), The Autobiographies of Edward Gibbon. Second Edition. London: John Murray. 1897. .
- Norton, J. E. A Bibliography of the Works of Edward Gibbon. New York: Burt Franklin Co., 1940, repr. 1970.
- Norton, J .E. The Letters of Edward Gibbon. 3 vols. London: Cassell & Co. Ltd., 1956.
- Pocock, J. G. A. The Enlightenments of Edward Gibbon, 1737–1764. Cambridge: Cambridge University Press, 1999. HB:  0-521-63345-1.
- Pocock, J. G. A. "Classical and Civil History: The Transformation of Humanism". Cromohs 1 (1996). Online at the „Università degli Studi di Firenze”.. Retrieved 20 November 2009.
- Pocock, J. G. A. "The Ironist". Review of David Womersley's The Watchmen of the Holy City. London Review of Books 24:22 (14 November 2002). Online at the London Review of Books (subscribers only). Retrieved 20 November 2009.
- Gibbon, Edward. Memoirs of My Life and Writings..  Online at Gutenberg. Retrieved 20 November 2009.
- Stephen, Sir Leslie, "Gibbon, Edward (1737–1794)". In the Dictionary of National Biography, eds. Sir Leslie Stephen and Sir Sidney Lee. Oxford: 1921, repr. 1963. Vol. 7, 1129–1135.
- Womersley, David, ed (1994). The History of the Decline and Fall of the Roman Empire. London and New York: Penguin.. 3 vols. .
- Womersley, David. "Introduction" in Womersley, Decline and Fall, vol. 1, xi–cvi.
- Womersley, David. "Gibbon, Edward (1737–1794)". In the Oxford Dictionary of National Biography, eds. H.C.G. Matthew and  Brian Harrison. Oxford: Oxford University Press, 2004. Vol. 22, 8–18.
- Barlow, J.W. (1879). “Gibbon and Julian”. In: Hermathena, Volume 3, 142–159. Dublin: Edward Posonby.
- Beer, Gavin de (6. 3. 1968). Gibbon and His World. London: Thames and Hudson. ISBN 0-670-28981-7., 1968. HB: .
- Bowersock, G.W., et al. eds. Edward Gibbon and the Decline and Fall of the Roman Empire. Cambridge, MA: Harvard University Press, 1977.
- Craddock, Patricia B (1982). Young Edward Gibbon: Gentleman of Letters. Baltimore, MD: Johns Hopkins University Press. ISBN 0-8018-2714-0., 1982. HB: . Biography.
- Jordan, David (1971). Gibbon and his Roman Empire. Urbana, IL: University of Illinois Press..
- Keynes, Geoffrey, ed. The Library of Edward Gibbon.. 2nd ed.  Godalming, England: St. Paul's Bibliographies, 1940, repr. 1980.
- Lewis, Bernard. "Gibbon on Muhammad". Daedalus 105:3 (Summer 1976), 89–101.
- Low, D.M. Edward Gibbon 1737–1794. London: Chatto and Windus, 1937. Biography.
- Momigliano, Arnaldo. "Gibbon's Contributions to Historical Method". Historia 2 (1954), 450–463. Reprinted in Momigliano, Studies in Historiography (New York: Harper & Row, 1966; Garland Pubs., 1985), 40–55. PB:  0-8240-6372-4.
- Porter, Roger J. "Gibbon's Autobiography: Filling Up the Silent Vacancy". Eighteenth-Century Studies 8:1 (Autumn 1974), 1–26.
- Stephen, Leslie, "Gibbon's Autobiography" in Studies of a Biographer, Vol. 1 (1898)
- Swain, J. W. Edward Gibbon the Historian. New York: St. Martin's Press, 1966.
- Turnbull, Paul (1982). „The Supposed Infidelity of Edward Gibbon”. Historical Journal. 5: 23—41. doi:10.1017/S0018246X00009845.
- White, Jr. Lynn, ed. The Transformation of the Roman World: Gibbon's Problem after Two Centuries. Berkeley: University of California Press, 1966. HB:  0-520-01334-4.
- Berghahn, C.-F., and T. Kinzel, eds., Edward Gibbon im deutschen Sprachraum. Bausteine einer Rezeptionsgeschichte. Heidelberg: Universitätsverlag Winter, 2015.
- Bowersock, G. W. Gibbon's Historical Imagination. Stanford: Stanford University Press, 1988.
- Burrow, J. W. Gibbon (Past Masters). Oxford: Oxford University Press, 1985. HB:  0-19-287553-1. PB:  0-19-287552-3.
- Carnochan, W. Bliss. Gibbon's Solitude: The Inward World of the Historian. Stanford: Stanford University Press, 1987. HB:  0-8047-1363-4.
- Craddock, Patricia B (1987). Edward Gibbon: a Reference Guide. Boston: G.K. Hall. ISBN 0-8161-8217-5., 1987. PB: . A comprehensive listing of secondary literature through 1985. See also „her supplement”. covering the period through 1997.
- Ghosh, Peter R. "Gibbon Observed". Journal of Roman Studies 81 (1991), 132–156.
- Ghosh, Peter R. "Gibbon's First Thoughts: Rome, Christianity and the Essai sur l'Étude de la Litterature 1758–61". Journal of Roman Studies 85 (1995), 148–164.
- Ghosh, Peter R. "The Conception of Gibbon's History", in McKitterick and Quinault, eds. Edward Gibbon and Empire, 271–316.
- Ghosh, Peter R. "Gibbon's Timeless Verity: Nature and Neo-Classicism in the Late Enlightenment" in Womersley, Burrow, Pocock, eds. Edward Gibbon: bicentenary essays.
- Ghosh, Peter R. "Gibbon, Edward 1737–1794 British historian of Rome and universal historian" in Kelly Boyd, ed. Encyclopedia of Historians and Historical Writing. Chicago: Fitzroy Dearborn. 1999. , 461–463.
- Levine, Joseph M., "Edward Gibbon and the Quarrel between the Ancients and the Moderns" in Levine, Humanism and History: origins of modern English historiography. Ithaca, NY: Cornell University Press. 1987. .
- Levine, Joseph M. "Truth and Method in Gibbon's Historiography" in Levine, The Autonomy of History: truth and method from Erasmus to Gibbon. Chicago: Chicago University Press. 1999. .
- McKitterick, R., and R. Quinault, eds. Edward Gibbon and Empire. Cambridge: Cambridge University Press, 1997.
- Norman, Brian.  "The Influence of Switzerland on the Life and Writings of Edward Gibbon" in Studies on Voltaire and the Eighteenth Century [SVEC] v.2002:03. Oxford: Voltaire Foundation, 2002.
- O'Brien, Karen. "English Enlightenment Histories, 1750–c.1815"  in José Rabasa, ур. (2012). The Oxford History of Historical Writing: Volume 3: 1400–1800. Oxford: Oxford University Press. стр. 518—35. ISBN 978-0199219179..
- Pocock, J. G. A. Barbarism and Religion, 4 vols.: vol. 1, The Enlightenments of Edward Gibbon, 1737–1764, 1999 [hb:  0-521-63345-1]; vol. 2, Narratives of Civil Government, 1999 [hb:  0-521-64002-4]; vol. 3, The First Decline and Fall, 2003 [pb:  0-521-82445-1]; vol. 4, Barbarians, Savages and Empires, 2005 [pb:  0-521-72101-6]. all Cambridge University Press.
- Porter, Roy (1989). Gibbon: Making History. New York: St. Martin's Press. ISBN 0-312-02728-1., HB: .
- Turnbull, Paul. "'Une marionnette infidele': the Fashioning of Edward Gibbon's Reputation as the English Voltaire" in Womersley, Burrow, Pocock, eds. Edward Gibbon: bicentenary essays.
- Womersley, David P (17. 11. 1988). The Transformation of The Decline and Fall of the Roman Empire. Cambridge: Cambridge University Press. ISBN 0-521-35036-0., 1988. HB: .
- Womersley, David P.,  John Burrow, and J.G.A. Pocock, eds. Edward Gibbon: bicentenary essays. Oxford: Voltaire Foundation, 1997. HB:  0-7294-0552-4.
- Womersley, David P (2002). Gibbon and the 'Watchmen of the Holy City': The Historian and His Reputation, 1776–1815. Oxford: Oxford University Press. ISBN 0-19-818733-5., 2002. PB: .

## Spoljašnje veze
- Complete History of the Decline and Fall including Gibbon's Vindication, courtesy: Christian Classics Ethereal Library of Calvin College, Grands Rapids, Michigan.
- Bury, John Bagnell (1911). „Gibbon, Edward”.  (на језику: енглески). 11 (11 изд.). стр. 927—931.
- Edward Gibbon, Historian of the Roman Empire. Part 1: The Man and his Book
- Edward Gibbon, Historian of the Roman Empire. Part 2: A closer look at The Decline and Fall „Archive link”.
- Edward Gibbon на сајту Пројекат Гутенберг (језик: енглески)
- Gibbon, by James Cotter Morison на пројекту Гутенберг
- Edvard Gibon на сајту Internet Archive (језик: енглески)
- Edvard Gibon на сајту LibriVox (језик: енглески)
- The Decline and Fall of Edward Gibbon @ Ward's Book of Days
- DeclineandFallResources.com – Original Maps and Footnote Translations
- „Biographer Patricia Craddock's comprehensive bibliography through May 1999.”.
- „Craddock's supplement to her Reference Guide.”.